# Mortal Kombat (відеогра, 2011)
Mortal Kombat (відома також як Mortal Kombat 9) — відеогра жанру файтинг, дев'ята частина в серії Mortal Kombat. Розроблена NetherRealm Studios і High Voltage Software та видана Warner Bros. Interactive Entertainment для PlayStation 3 і Xbox 360. Творці гри — Ед Бун, Гаррі Ворнер, Альберт Ворнер, Сем Ворнер та Джек Ворнер. Mortal Kombat було офіційно анонсовано 10 червня 2010 року. Реліз відбувся 19 квітня 2011 в Північній Америці і 21 квітня 2011 в Європі. Версія для PlayStation Vita була випущена 1 травня 2012 року.
Хоча сюжетна лінія описує події відразу після Mortal Kombat: Armageddon, гра фокусується на альтернативному переказі раннього періоду історії серії Mortal Kombat (трилогії Mortal Kombat, Mortal Kombat II і Mortal Kombat 3). Сюжетна лінія оповідає про спроби бога грому Рейдена змінити історію шляхом контакту з самим собою в минулому.
Попри те, що гра отримала позитивні відгуки і декілька нагород на E3 2010, вона заборонена в Австралії через надмірну жорстокість.

## Ігровий процес

Лю Кан в бою проти Кітани

### Основи
Гра є файтингом, де двоє бійців борються один на один у двовимірній площині. При цьому персонажі та арени тривимірні. На відміну від попередніх ігор серії Mortal Kombat, в цій грі змінилося керування. Чотири кнопки на геймпаді відповідають кінцівкам персонажа, натискаючи які гравець б'є відповідною кінцівкою. Оскільки гра вийшла і на ПК, в ній передбачено управління з клавіатури.
Також було додано шкалу енергії з трьох поділок (відому і як Super Meter), кожна з яких відкриває спеціальні дії. Перший рівень може бути використаний для розширення однієї зі спеціальних атак персонажа, другий рівень для переривання комбінації атак супротивника, і третій дозволяє використовувати спеціальну атаку «Рентгенівський прийом» (X-ray move). Під час цієї атаки камера показує «рентгенівський вид» жертви з усіма ушкодженнями кісток або внутрішніх органів в результаті ударів. Бійці починають із заповненою на одну поділку шкалою енергії, надалі вона поповнюється, коли боєць зазнає атак противника.
У грі наявна Крипта — розділ у пункті меню «Додатково», де за зароблені в боях монети можна відкрити нові прийоми, костюми персонажів та концепт-арти з розробки гри. Крипта виконана як кілька територій, оформлених у похмурому стилі. Коли гравець має достатньо монет, він може знищити обраний предмет у них і отримати нагороду. В розділі «Некрополь» можна переглянути статистику успіхів кожного персонажа і їх біографію.

### Режими
- Режим Історії  — режим, у якому розповідається сюжет гри, поділений на акти, в кожному з яких слід грати за вказаних персонажів.
- Сутичка — бій обраним бійцем проти керованого ШІ противника. Функція гри з чотирма гравцями для цього режиму передбачає можливість командної гри «два на два». Додаткові персонажі можуть раптово з'явитися на екрані і виконувати «допоміжну атаку» або «спеціальну атаку», коли основний персонаж зникає. Також тут наявні випробування: «Перевір свою силу» (вимагає вчасного натискання кнопок і знищення блоків різних матеріалів), «Перевір свою спостережливість» (слід виявити об'єкт, прихований під чашею або відрубаною головою після перемішування), «Перевір свій удар» (знищення конкретного блока в стеку) і «Випробуй удачу» (бої з випадковими умовами, наприклад, не стрибати).
- Вежі Випробувань — низка випробувань, де гравець повинен, керуючи вказаними персонажами, виконати 300 завдань різної складності з різними нагородами, поступово просуваючись до верхівки «вежі». Крім того тут зустрічаються побічні завдання «Перевір свою силу», «Перевір свою спостережливість», «Перевір свій удар» і «Випробуй удачу». Нагородами слугують альтернативні костюми персонажів і монети, потрібні для відкриття сховків у Крипті.
- Навчання — тренування в різних аспектах гри.
- Онлайн-гра — бій обраним бійцем проти іншої людини. Онлайновий бій передбачає опцію «Цар гори», де до восьми гравців можуть виступати як спостерігачі і зіграти з переможцем. Глядачі також можуть оцінити бої і використовувати форум, щоб дізнатися, як виконувати різні прийоми під час бою.

### Персонажі
Список грабельних персонажів гри налічує 35 бійців, серед яких як класичні для серії, так і їх переосмислення, наприклад Кібер Саб-Зіро.
| Основні - Барака - Джейд - Джакс - Джонні Кейдж - Кабал - Кано - Кітана - Куан Чі (Доступний після режиму історії) - Кунг Лао - Лю Кан - Міліна - Нічний Вовк - Нуб Сайбот - Рейден - Рептилія | - Саб-Зіро - Кібер Саб-Зіро (Доступний після режиму історії) - Сайрекс - Сектор - Скорпіон - Смоук - Соня Блейд - Страйкер - Сіндел - Шан Цунг - Шива - Ермак - Кратос (Доступний тільки власникам PlayStation 3) - Горо (Доступний в Вежі Викликів 150) | DLC-персонажі: - Скарлет DLC — Komplete Edition - Рейн DLC — Komplete Edition - Фредді Крюгер — DLC Komplete Edition - Кенші — DLC Komplete Edition |

Як ігрові боси фігурують Шао Кан і Кінтаро.

## Сюжет
У фіналі Mortal Kombat: Armageddon сили Світла і Темряви зійшлися в битві, в ході якої герої обох сторін загинули. Наприкінці лишилися лиш бог грому Рейден і тиран Шао Кан. Рейден ось-ось мав бути убитий Шао Каном, але в останній момент він зачаровує свій амулет, посилаючи самому собі в минуле повідомлення «Він повинен перемогти». Однак Рейден з минулого не розуміє значення цих слів.
Під час подій десятого турніру Смертельної битви, який повинен визначити чи лишиться Земне царство вільним, або перейде під владу імператора Зовнішнього світу Шао Кана, Рейден бачить в амулеті видіння майбутнього. Перед його поглядом пролітають події всіх попередніх ігор.
Перша глава. На турнір прибувають бійці з різних світів, зокрема з боку Землі актор Джонні Кейдж і спецпризначинець Соня. Кейдж пащекує до розпорядника турніру Шанг Цунга, за що той тут же посилає його на бій з Рептилією та Баракою. Проте Кейдж виходить переможцем і, самовпевнений, не прислухається до порад шаолінського монаха Лю Кана. Згодом він намагається позалицятися до Соні, що обертається бійкою.
Несподівано в бій втручається найманець і бандит Кано та скидає Кейджа у прірву. Проте актор вибирається і долає Кано, після чого вибачається перед Сонею. Соня ж вирушає на пошуки свого командира Джакса, котрий кудись зник.
Друга глава. Соня знаходить Джакса у в'язниці. Перед нею виникає Шанг Цунг і змушує битися з ніндзя Саб-Зіро, котрий повеліває льодом. Перемігши, Соня готова побити і Шанг Цунга, але її зупиняє Рейден, котрий переносить її з Джаксом з в'язниці.
Згодом Соня намагається організувати евакуацію свого загону, який було обманом заманено на турнір. Їй не дають цього зробити Джейд і Кітана. Коли ж Соня перемагає обох, Шанг Цунг збиває прибулий вертоліт своєю магією та викликає Кано. Соня сходиться з бандитом в двобої. Після цього Рейден пояснює їй важливість турніру.
Третя глава. Ніндзя Скорпіон прибуває на турнір з метою вбити на арені свого ворога — Саб-Зіро. Вигравши у монаха Кунг Лао та шамана Нічного вовка, він доводить Шанг Цунгу, що гідний битися зі своїм заклятим ворогом. Рейден, пам'ятаючи, що смерть Саб-Зіро була однією з подій, які призвели до поразки сил добра, переконує Скорпіона не вбивати його.
Після бою з Сайраксом і Сектором, які насміхалися зі Скорпіона, той нарешті зустрічає Саб-Зіро. Скорпіон звершує помсту, та не вбиває противника. Тоді його наставник, чаклун Куан Чі, переконує Скорпіона, що Саб-Зіро вбив його сім'ю, після чого розлютований Скорпіон спалює Саб-Зіро своєю магією.
Четверта глава. Сайракс вирішує помститися за Саб-Зіро, оскільки вони були з одного клану — Лін Куей. Згодом Сайракс стикається з Баракою та Шивою, посланими убити його, оскільки Шанг Цунг більш не потребує допомоги Лін Куей. Після низки боїв Сайракс свариться з Сектором з приводу того, що Лін Куей перетворює своїх бійців на кіборгів. Врешті він покидає клан.
П'ята глава. Лю Кан виходить на поєдинок з Ермаком, бійцем, складеним за допомогою магії із душ багатьох воїнів. Коли він перемагає Ермака, Рейден вирішує, що слова «Він повинен перемогти» стосуються Лю Кана. Кітану посилають вбити монаха, та він долає її, а потім Куан Чі та Скорпіона. Врешті на двобій виходить багатократний чемпіон турніру — князь Горо. Коли й він зазнає поразки, на арену виходить сам Шанг Цунг.
Лю Кан стає переможцем турніру, чим рятує Землю від поневоленням Шао Каном. Однак на амулеті Рейдена виникають тріщини, з чого той розуміє, що майбутнє не змінилося.
Шоста глава. Під час святкування перемоги на академію бойових мистецтв Ву Ші нападає омолоджений Шанг Цунг з армією Зовнішнього світу. Джакс кидається в бій, але потрапляє в полон разом з іншими бійцями. Рейден вирушає їх рятувати.
Шанг Цунг починає новий турнір за участю викрадених, а Рейден розшукує Соню, яку, судячи з видінь, скоро чекає страта. Разом з Кейджем та Джаксом він переноситься в підземелля, де після кількох поєдинків герої доходять до Шиви і звільняють Соню.
Сьома глава. Ніндзя Смоук і молодший брат Саб-Зіро (котрий називає себе так само) розшукують Скорпіона, щоб помститися йому і зберегти честь клану. Для цього вони прибувають в Зовнішній світ, що помічає Шао і посилає свою дочку Кітану вбити їх. Та Смоук перемагає і стає свідком змови між Шанг Цунгом та Кано, який продає земну зброю. Спроба зупинити їх провалюється — лиходії тікають.
Після цього Сектор вимагає від Смоука згоди на перетворення в кіборга, але його рятує Рейден, щоб відвернути здійснення чергового видіння.
Восьма глава. Сайракс схиляє до кіборгізації Саб-Зіро молодшого. Саб-Зіро відбивається, після чого його бачать Соня з Джаксом, вельми здивовані тим, що Саб-Зіро було двоє. В цей час на Джакса нападає Ермак, відриваючи йому руки. Саб-Зіро перемагає його і відправляє Соню з Джаксом у Земне царство. Сам же він вимагає у Шао Кана видати йому Скорпіона. Імператор на це тільки виставляє проти нього Рептилію, який програє. Шао Кан дозволяє бій зі Скорпіоном, та добити його не дають кіборгізовані члени Лін Куей. Вони забирають Саб-Зіро, обіцяючи взамін служити Шао Кану.
Дев'ята глава. Кітана сумнівається чи місце їй при дворі Шао Кана. Рейден радить їй відправитися в Ями плоті свого батька для пошуку відповідей. Дорогою її зупиняє Джейд з вимогами повернутися. Перемігши подругу, Кітана дістається до Ям плоті, в яких знаходить штучно створену потвору Міліну, яка називає Кітану сестрою. Перемігши її та Шанг Цунга, Кітана повертається до Шао Кана.
Імператор відкриває їй, що Кітана прийомна дочка. Її справжнього батька, короля Еденії, Шао Кан вбив, коли захопив той світ. Тепер Кітана йому непотрібна, бо імператор має «справжню» дочку, Міліну. Кітану ж він наказує стратити.
Десята глава. Джейд розуміє колишні сумніви Кітани і йде визволяє її, побивши охорону. Потім їй протистоїть Міліна, але так само програє. Зустрівши Смоука, Кунг Лао й Рейдена, Джейд приєднується до них.
Одинадцята глава. Кунг Лао допомагає розшукати Кітану, але її вже перевели в інше місце, лишивши засідку. До того ж на нього накидається Горо, розлючений через свою поразку на турнірі. Коли Кунг Лао отримує перемогу, Горо видає, що Кітана кинута на гладіаторську арену.
Рейден радить піти на арену саме Кунг Лао, боячись, що бій Лю Кана наблизить кінець світу. Поборовши всіх ворогів, Кунг Лао думає, що переміг, але раптом його вбиває Шао Кан. Лю Кан сам виходить на арену і повалює імператора, пробивши йому груди кулаком.
Проте Куан Чі встигає вилікувати Шао Кана і придумує новий спосіб захопити Земне царство. Куан Чі воскрешає королеву Еденії Сіндел, яка запечатала Шао Кану шлях на Землю, і задурманює її розум. Шао Кан збирає армію і вторгається на Землю.
Дванадцята глава. Поліціянти Страйкер і Кабал відбиваються від нападників, зокрема Рептилії та Міліни. В ході вуличних боїв Кінтаро обпалює Кабала, а його напарник продовжує бій сам. Страйкера скидає в метро Ермак, а коли згодом Страйкер повертається нагору, та Кабала вже забрав Кано. Страйкер приєднується до Нічного вовка і Рейдена з рештою бійців.
Тринадцята глава. Кабал отямлюється в Зовнішньому світі, перетвореним на Кіборга. Кано сподівається, що Кабал за порятунок життя служитиме йому, однак той нападає і вимагає привести його до Шао Кана. Кано виконує волю Кабала, той б'ється з прибічниками імператора, але врешті тікає, поки портал на Землю не закрився.
По поверненню його атакує Саб-Зіро, перетворений на кіборга. Кабал приголомшує кіборга і пропонує Рейдену зі Смоуком перепрограмувати його.
Чотирнадцята глава. Джакс звільняє Саб-Зіро від контролю Лін Куей, чим повертає йому свободу волі. Саб-Зіро засилають в Зовнішній світ, однак Сектор визначає задум кіборга. Саб-Зіро долає Сектора і з його пам'яті дізнається де тримають людей для жертвопринесення Куан Чі. Він визволяє їх та перемагає охоронців і Ермака.
Далі Саб-Зіро вирішає на кладовище, де Куан Чі та Нуб Сайбот створюють магічний вихор, щоб поневолити душі всіх людей. Несподівано з'ясовується, що Нуб Сайбот — це старший Саб-Зіро, повернений до життя. Та Сайбот більше не визнає Саб-Зіро братом, отож вони б'ються, а молодший брат виходить переможцем.
П'ятнадцята глава. Нічний вовк приходить на допомогу Саб-Зіро і долає Куан Чі. Після цього він викидає Нуба Сайбота у вихор і чари розсіюються. Та амулет Рейдена продовжує тріскатися.
Рейден з Лю Каном просять поради в Старших богів. Ті відповідають, що Шао Кан має право нападати на Землю, але не може безкарно приєднувати її до своїх володінь, не перемігши у Смертельній Битві. Тим часом бійці Шао Кана вбивають багатьох земних воїнів. Нічний вовк жертвує собою аби зупинити Сіндел, а Кітана помирає, коли Лю Кан повертається від Старших богів.
Шістнадцята глава. Рейден наважується схилити до допомоги Куан Чі. Він переноситься за ним у Пекло, де пропонує в обмін на порятунок Земного царства душі всіх загиблих воїнів і свою власну. Та Куан Чі відповідає, що Шао Кан віддасть йому всі душі, і насилає на Рейдена оживлені трупи його загиблих воїнів. Здолавши усіх, бог грому повертається назад, зрозумівши хто повинен виграти — Шао Кан.
Лю Кан думає, що Рейден збожеволів, тож виступає проти нього. Коли Шао Кан проходить на Землю, Рейден ненавмисно вбиває Лю Кана своїми блискавками. Імператор нападає на Рейдена і, заносячи свій молот для останнього удару, оголошує Землю своїми володіннями. В цю мить Старші боги дають Рейдену силу звершити правосуддя, адже Шао Кан порушив їхній закон. Бог грому вбиває Шао Кана, а довершують справу Старші боги, явившись в образі драконів. На місце бою прибігають Соня Блейд і Джонні Кейдж, допомагаючи Рейдену підвестися.
Після титрів Куан Чі прибуває на місце загибелі імператора. Він обговорює з палим богом Шінноком подальші плани. З їхньої мови з'ясовується, що Шінноку всі ці події зіграли на руку і він готує вторгнення сил Пекла для завоювання всіх світів.

## Розробка

### Анонси
В інтерв'ю, даному в листопаді 2008 року, Ед Бун заявив, що від продажів гри Mortal Kombat vs. DC Universe залежить продовження серії, а знахідки для цієї гри можуть послугувати основою для нової Mortal Kombat. У 2009 році Midway Games Chicago була визнана банкрутом і була куплена Warner Bros. Interactive. Це означало, що наступна гра Mortal Kombat, якщо вона розроблюватиметься Netherrealm Studios, стане першою в серії, яка публікується виключно під лейблом Warner Bros.
18 червня 2009 Бун підтвердив у своєму «Твіттері», що розробники застосовують для поточного проекту технологію motion capture і що в ній не буде супергероїв. Очікувалося, що Ден Форд поверненеться як композитор ігрової музики.
Про вихід Mortal Kombat 9 було офіційно оголошено 10 червня 2010 року з релізом для Xbox 360 і PlayStation 3 в 2011 році. На прес-конференції Sony на E3 було повідомлено, що Mortal Kombat буде тривимірною, а Бун уточнив, що бої все ж відбуватимуться як у класичних іграх серії, в площині. Ед Бун також розповів, що спеціальний режим з попередніх ігор серії («Krypt») повернувся з «детально відпрацьованою та складною системою розблокування», що змусить «інші ігри в серії засоромитися». Крім того, повернулися деякі гумористичні елементи, наприклад, функція Babalities. Бун також розповів, що знімальна група розглядає появу Mortal Kombat і на ПК. З 5 квітня 2011 Warner Bros. Interactive Entertainment і Netherrealm Studios оголосили про реліз Mortal Kombat 9, запуск її в масове виробництво і початку формування попередніх замовлень.
Розробники гри заявили, що персонажі були розроблені з тим прицілом, щоб зробити героїв унікальними — кожен з них має індивідуальні стійки, переможні пози і анімації загибелі без яких-небудь загальних анімацій. Провідний дизайнер Джон Едвардс заявив, що персонажі розрізняються за характеристиками, таким як сила і швидкість. Продюсер Шон Гіммерік розкрив, що на внутрішній і зовнішній дизайн кожного персонажа вимагає «два місяці або десять тижнів».

### Дизайн
Рушій Mortal Kombat являє собою сильно модифіковану версію рушія Unreal Engine 3, який використовується і в попередній грі серії (Mortal Kombat vs. DC Universe). Розробники переробили рушій так, щоб бої були обмежені двома площинами. Старший продюсер Ганс Лоу на Gamescom 2010 розповів, що перехід від 3D-стилю гри в 2D був вигідним, оскільки це дозволило підвищити графічну деталізацію персонажів, арен і збільшити швидкість геймплею. Ще одна нова ігрова механіка полягала включення в «фізиці крові» (бризки крові зображуються більш природно і виразно видні на персонажах або арені).
За словами Дейва Піндари, дизайн навколишнього середовища Mortal Kombat був розроблений для створення активних об'єктів і ефектів, таких як «скриптовий кіносценарій», «динамічні світлові ефекти» та «анімовані персонажі і об'єкти, що реагують на бій». Розробка арен почалася з 18 проектів, але ефекти різного часу доби і оригінальні арени, пов'язані з сюжетом, дозволили розширити кількість арен приблизно до 30. Однією з унікальних функцій, доступних на кожному етапі, є «динамічний пісок», що дозволяє показати реалістичний рух піску в процесі взаємодії персонажів.
Ден Форді, провідний звуковий дизайнер, заявив про намір створити «кінематографічний досвід аудіогри». Звукове оформлення включало використання і вдосконалення «зуборобильного аудіо-дизайну» від попередніх ігор і дрібні деталі, таких як «шерех одягу бійця» і фонові звуки. Музика для кожної карти схожа на попередні ігри, але з новим аранжуванням.

### Маркетинг
28 вересня 2010 слоган «Kombat стартує в …», що супроводжувався з годинником зі зворотним відліком (закінчується у понеділок 11 жовтня 2010 року), з'явився на офіційному сайті Mortal Kombat. По завершенні зворотного відліку було додане посилання на Facebook сторінку та на вебсайт, а також було випущено додаток для Facebook, що анонсув гру роликом-тізером. 31 серпня 2010 трейлер «Тіні» дебютував на сайті IGN і містив трек «Another Way to Die» групи Disturbed. 4 жовтня 2010 був показаний відео «Біографія довкілля» арени «Яма», щоб пояснити її походження та розробку. Подібні відео були випущені пізніше, пояснюючи історію інших арен. Аналогічним чином були випущені відеопрофілі для бійців Скорпіона, Саб-Зіро, Міліни, Лю Кана і Рейдена.
10 червня 2010 був випущений трейлер, який показав двовимірний бій, а також продемонстрував інші нові функції, включаючи командний режим. 8 березня 2011 року для учасників PlayStation Plus була випущена демо-версія гри. Станом на 15 березня демо-версія доступна і для не-членів PlayStation Plus. Демо (аркадний турнір з одним або двома гравцями) включав чотири персонажа — Джонні Кейджа, Міліну, Скорпіона і Саб-Зіро — і арени «Живий ліс» і «Яма».
У травні 2011 року Performance Design Products виступила спонсором першого Національного чемпіонату з Mortal Kombat в Лас-Вегасі. Mortal Kombat була також представлена на міжнародному рівні в 2011 Evo Championship Series, де був визнаний «головним файтинг-змаганням». Національний чемпіон PDP Джастін Вонг і чемпіон Evo 2011 Карл «Ідеальна легенда» Вайт дав позитивну оцінку місцю Mortal Kombat 9 в майбутніх турнірах.

## Продажі
Mortal Kombat стала доступною для попереднього замовлення в трьох різних виданнях — Standard, Kollector's Edition (копія гри, артбук, фігурки Саб-Зіро або Скорпіона і унікальний ігровий скін, що отримав назву «Класичний костюм Mortal Kombat»), і Tournament Edition (копія гри та геймпад). Також була випущена європейська версія Kollector's Edition (включає в себе гру, артбук, фігурку Саб-Зіро або Скорпіона, ігрові скіни і унікальну коробку). У попередніх замовленнях в американських Toys "R" Us і Wal-Mart були надані класичні скіни для Кітани і Міліни. Класичні скіни Джейд також входили до складу попереднього замовлення на перевидання фільмів «Mortal Kombat» і «Mortal Kombat: Знищення» на Blu-Ray (обидва випущено 19 квітня 2011 року). GameStop, Best Buy і Amazon.com також взяли участь в роздачі бонусів, які включають «класичний костюм» і фаталіті для Скорпіона, Саб-Зіро і Рептилії відповідно. Крім того, тематичні скіни Mortal Kombat були надані власникам Xbox 360, які зробили попереднє замовлення будь-якої версії гри.

## Додаткові функції
Netherrealm Studios випустила комплект завантажуваних оновлень Klassic (містить «класичні костюми» і фаталіті, що входять до складу попередніх замовлень) 7 червня 2011 року. До списку ігрових персонажів включили Скарлет (червоний жіночий персонаж на основі чуток про Mortal Kombat II), Кенші (сліпий фехтувальник, вперше представлений в Mortal Kombat: Deadly Alliance), Рейн (вперше показаний в Ultimate Mortal Kombat 3) і Фредді Крюгера з «Кошмару на вулиці В'язів».
Для власників Xbox 360 доступний Season Pass, який пропонує власникам перших чотирьох персонажів DLC за зниженою ціною. Warner Bros. є однією з перших гейм-компаній, яка ввела поняття Season Pass — віртуальний абонемент на безкоштовне придбання майбутніх доповнень за умови попередньої оплати.

## Оцінки й відгуки
| Агрегатор  | Оцінка |
| ---------- | --- |
| Metacritic | PS3: 84/100 X360: 86/100 PS3 (Komplete Edition): 77/100 X360: (Komplete Edition): 88/100 VITA: 85/100 PC: 81/100 |

| Видання       | Оцінка              |
| ------------- | ------------------- |
| 1Up.com       | A−                  |
| Eurogamer     | 7/10                |
| Game Informer | 9.5/10 VITA: 9/10   |
| GameSpot      | 8.5/10 VITA: 8.0/10 |
| GamesRadar+   | [ 50 ]              |
| GameZone      | 9.0/10              |
| IGN           | 8.0/10 VITA: 8.5/10 |

Mortal Kombat здобула широке визнання. На агрегаторі GameRankings вона отримала середню оцінку 86,30 % для PlayStation 3 та 86,18 % для Xbox 360. Обидві версії отримали аналогічні результати на Metacritic.
За даними Еда Буна, за місяць після релізу Mortal Kombat розійшлася мільйонним тиражем для PlayStation 3 і Xbox. Warner Bros. Interactive Entertainment повідомила, що продано близько 3 млн копій Mortal Kombat, що дозволило покрити витрати на придбання активів всієї Midway.
До релізу гри Techtree охарактеризувала Mortal Kombat як «одну з причин, щоб обзавестися ігровою приставкою в 2011 році». Журнал PC Magazine і редактор 2D-X Джеффрі Л. Вілсон стверджували, це була одна з найбільш очікуваних речей на E3 2010. News24 заявив, гравці зможуть «відчути старий добрий Mortal Kombat знову». Виставкова версія Mortal Kombat на E3 2010 отримала звання «найкращого файтинга E3» і «найкраще демо Е3» від GameSpot і «найкращого файтинга E3» від GameTrailers. Також Mortal Kombat отримала нагороду «найкращий файтинг 2011 року» від GameTrailers.
GameSpot похвалили якість сюжетної лінії даного файтинга, у той час як 1UP порівняли його з «повнометражним фільмом». Ігровий процес був добре прийнятий у зв'язку з його збалансованістю, жорсткістю, а також використанню «класичного 2D-шаблону». GameZone заявили, що гра є «важливим кроком для серії». Eurogamer назвали новий онлайновий режим «Цар гори» «довгоочікуваним додатком», незважаючи на певне «помітне відставання» час від часу.
Одна з претензій до гри стосувалася зсуву рівнів складності в режимі історії — як писала IGN, це «змусить вас боротися дешевою тактикою проти дешевої тактики».
У лютому 2011 року грі було відмовлено в класифікації Australian Classification Board у зв'язку з «великою кількістю насильства». Warner Bros. безуспішно оскаржувала це рішення, проте отримала відповідь, що «рівень насильства в Mortal Kombat перевищив допустимі норми і, отже, апеляція не може бути задоволена в рамках класифікації MA15 +». За результатами цього рішення Австралійська митна і прикордонна служба занесла диски гри в списки заборонених предметів, а міністр внутрішніх справ Брендан О'Коннор попросив інформувати його про рішення, що стосуються Mortal Kombat, посилаючись на «громадське занепокоєння з цього питання».